# Qui se souvient de Minik
Pour plus de détails, voir Fiche technique et Distribution.
Qui se souvient de Minik est un documentaire de la réalisatrice française Delphine Deloget.

## Synopsis
À Pittsburgh, petite ville du nord des États-Unis, une plaque oubliée à même le sol rappelle qu’un certain Mene Wallace, un Inuk du Groenland avait vécu dans la région au début du XXe siècle.
Mene Wallace s’appelait Minik. Arraché à son peuple à l’âge de six ans par l’illustre explorateur Peary, Minik connaîtra un destin incroyable. Sur les terres de son enfance, à Qaanaaq-Thulé (extrême nord du Groenland), Minik raconte son histoire... L'histoire d'un déracinement qui fait écho à la vie actuelle des Inuits polaires.

## Fiche technique
- Titre : Qui se souvient de Minik
- Réalisation : Delphine Deloget
- Scénario : Delphine Deloget
- Photographie : Valérie Cibot et Delphine Deloget
- Montage : Delphine Deloget
- Production : Delphine Deloget
- Société de production : CREA - Université Rennes-II
- Pays :  France
- Genre : Documentaire
- Durée : 34 minutes
- Date de sortie :
  -  France : 2003

## Distinctions
- Prix Séquences 2004 au festival Présence autochtone à Montréal
- Sélection compétition festival de Douarnenez 2003, festival ImagMER 2003, festival des Transaquatiques 2003
- Lauréat Bourse Louis Lumière Villa Medicis, Bourse Défi Jeune, Bourse de l’Aventure de la Guilde Européenne du Raid